# Parzydełkowce

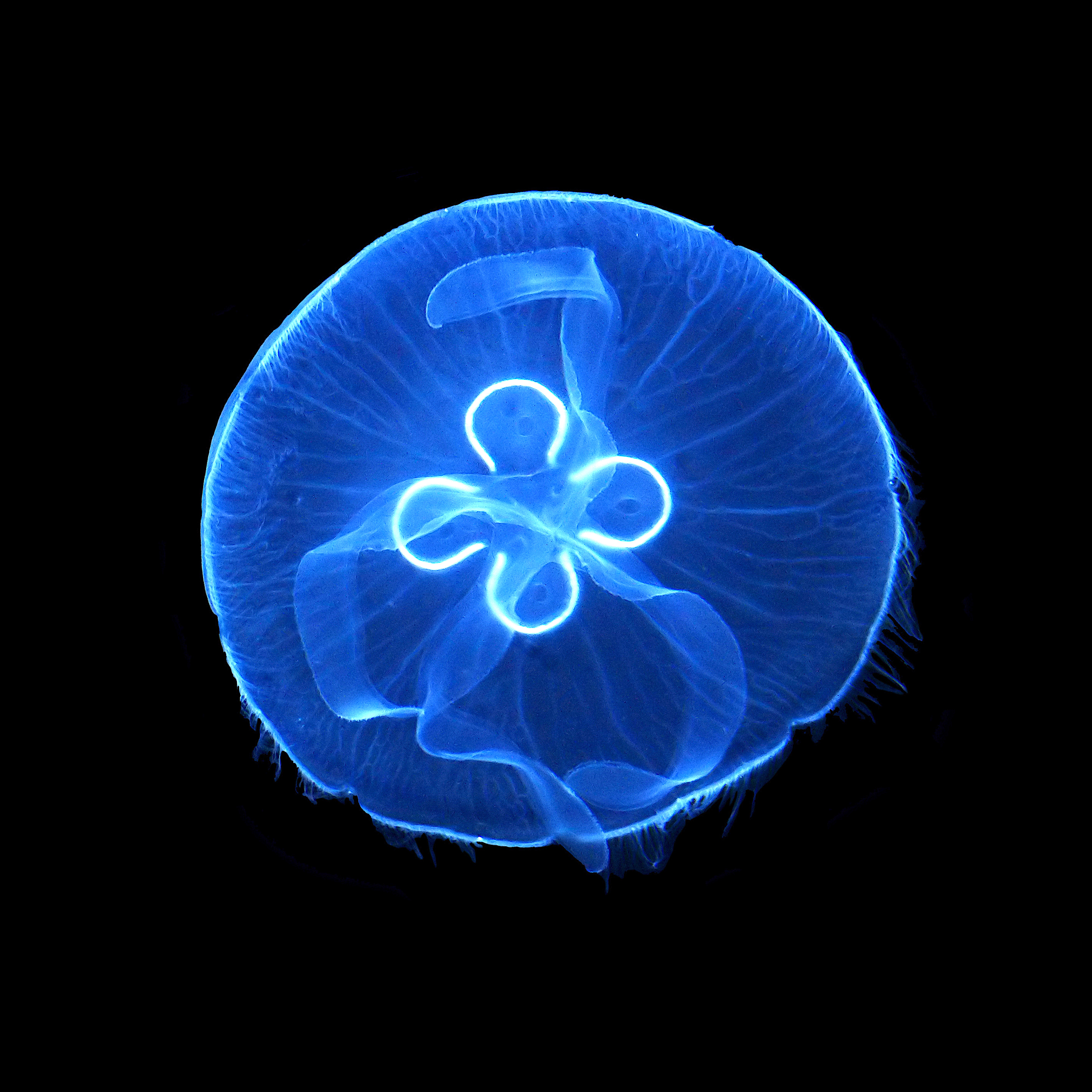
Powszechna u polskich wybrzeży chełbia modra

Parzydełkowce (Cnidaria, z gr. knide „pokrzywa”) – typ dwuwarstwowych, wodnych, osiadłych lub pływających zwierząt tkankowych o promienistej symetrii ciała (Radiata), charakteryzujących się obecnością knidoblastów, z których powstają komórki parzydełkowe nazywane knidami, stąd naukowa nazwa typu Cnidaria. Tradycyjnie zaliczane były do jamochłonów, a wcześniej do roślin. Żyją samotnie lub tworzą kolonie. Osobniki dorosłe występują w postaci polipa lub meduzy. Osiągają rozmiary od kilku milimetrów do 2 m. Odżywiają się innymi zwierzętami. Grupa ta obejmuje około 9000 szeroko rozprzestrzenionych gatunków zamieszkujących wyłącznie środowiska wodne, przede wszystkim czyste i dobrze natlenione wody słone. Należą do nich silnie parzące kostkowce, kolonijne stułbiopławy, krążkopławy oraz koralowce, a wśród nich ukwiały i rafotwórcze korale madreporowe. Kilka gatunków jest pasożytniczych. Zwierzęta te mają niewielkie znaczenie gospodarcze. W polskiej strefie Bałtyku odnotowano 25, a w wodach słodkich i słonawych – 7 gatunków, które zaliczono do fauny Polski.

## Występowanie
Zdecydowana większość parzydełkowców zasiedla tropikalne wody słone, ale zasięg ich występowania obejmuje również obszary arktyczne i antarktyczne. Nieliczne przystosowały się do życia w wodach słonawych (estuaria) lub słodkich, w tym do małych, okresowo wysychających zbiorników. Występują głównie w strefie pelagialu (meduzy), bentalu (polipy) i litoralu (obydwie formy). Największa liczba gatunków występuje w krainie indopacyficznej.

## Filogeneza

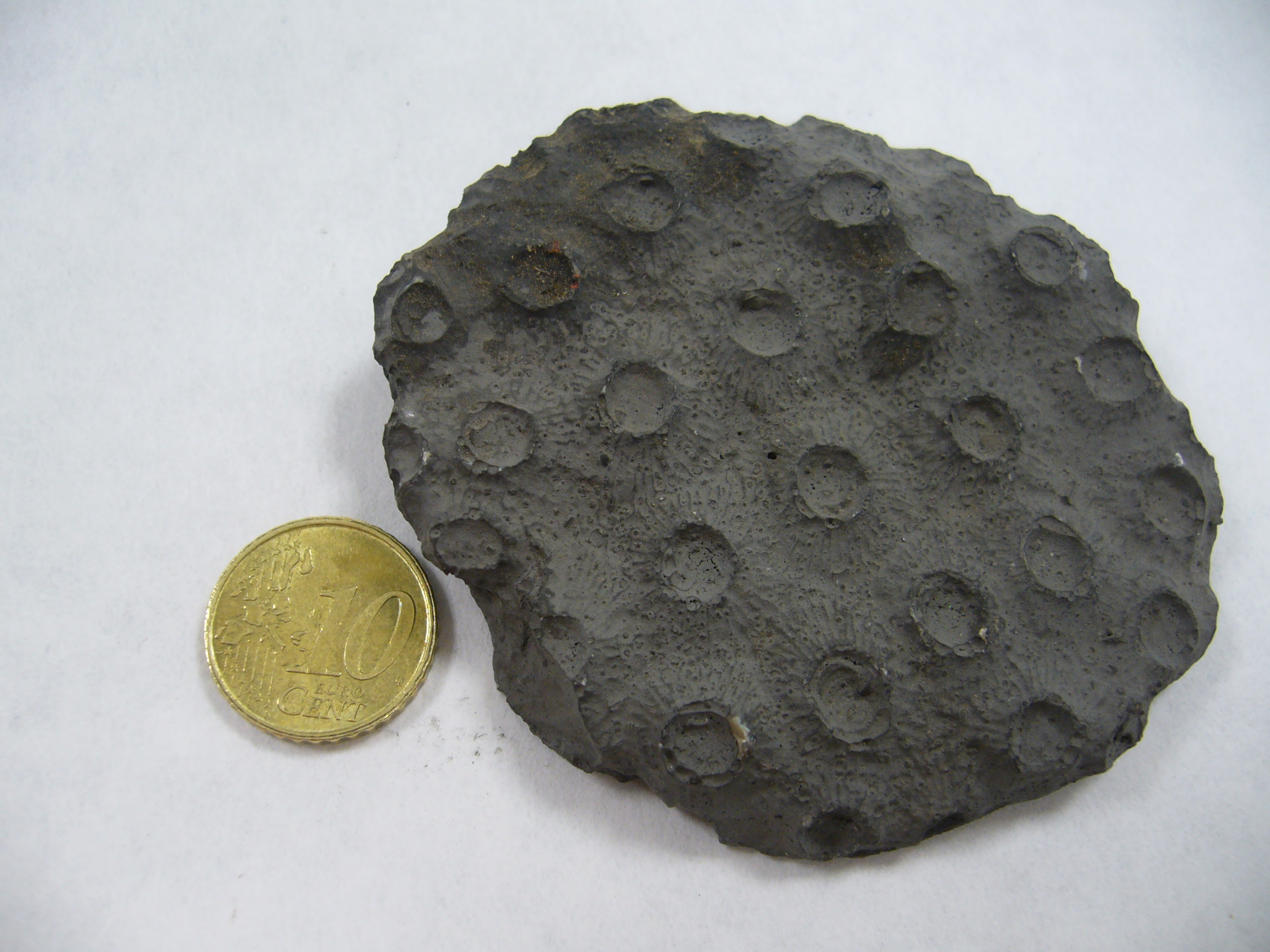
Skamieniały Acervularia troscheri (sylur–dewon)

Szczątki kopalne przodków dzisiejszych parzydełkowców pochodzą z początku ery paleozoicznej (dolny kambr), choć podobne im formy datowane są na ediakar (około 580 mln lat temu). Filogenetycznie są niemal równie stare jak gąbki (Porifera) . Przypuszcza się, że wywodzą się od zwierząt o symetrii dwubocznej, a promienista symetria ciała powstała w wyniku późniejszych przystosowań.

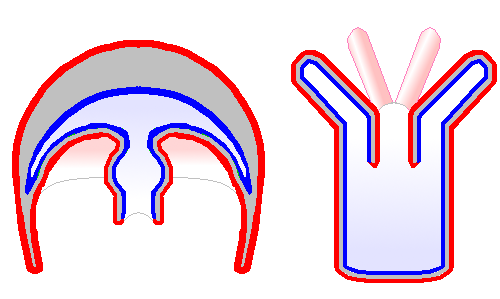
Kształt meduzy (z lewej) i polipa

## Budowa
Parzydełkowce są zwierzętami o symetrii promienistej (radialnej); od czteropromiennej do wielopromienistej (można wyznaczyć u nich co najmniej dwie płaszczyzny symetrii). Centralna oś symetrii łączy dwa bieguny oralny i aboralny (apikalny). Symetria promienista u Cnidaria jest cechą archaiczną, pierwotną w odniesieniu do dwubocznej symetrii Bilateria, przy czym zapewne hipotetyczny pływający przodek parzydełkowców (postać planuli) miał symetrię bilateralną. Radialność charakteryzuje przede wszystkim zwierzęta osiadłe lub pelagiczne, które pochodzą od osiadłych przodków.
Parzydełkowce są zwierzętami tkankowymi, co odróżnia je od podobnych niekiedy z wyglądu gąbek. Organizacja morfologiczna parzydełkowców jest wyższa niż gąbek, ale najprostsza wśród tkankowców. Wyróżnia się kilka form larwalnych (z których najpowszechniejsza jest planula) oraz dwie postacie dorosłe: polip i meduza. Ich ciało zbudowane jest z dwóch warstw tkanki nabłonkowej: ektoderma (zewnętrzna) i entoderma (wewnętrzna). Warstwy nabłonkowe rozdzielone są bezpostaciową mezogleą lub mezenchymą. U polipa warstwa ta jest cienka i rozłożona równomiernie, meduza charakteryzuje się grubszą warstwą.

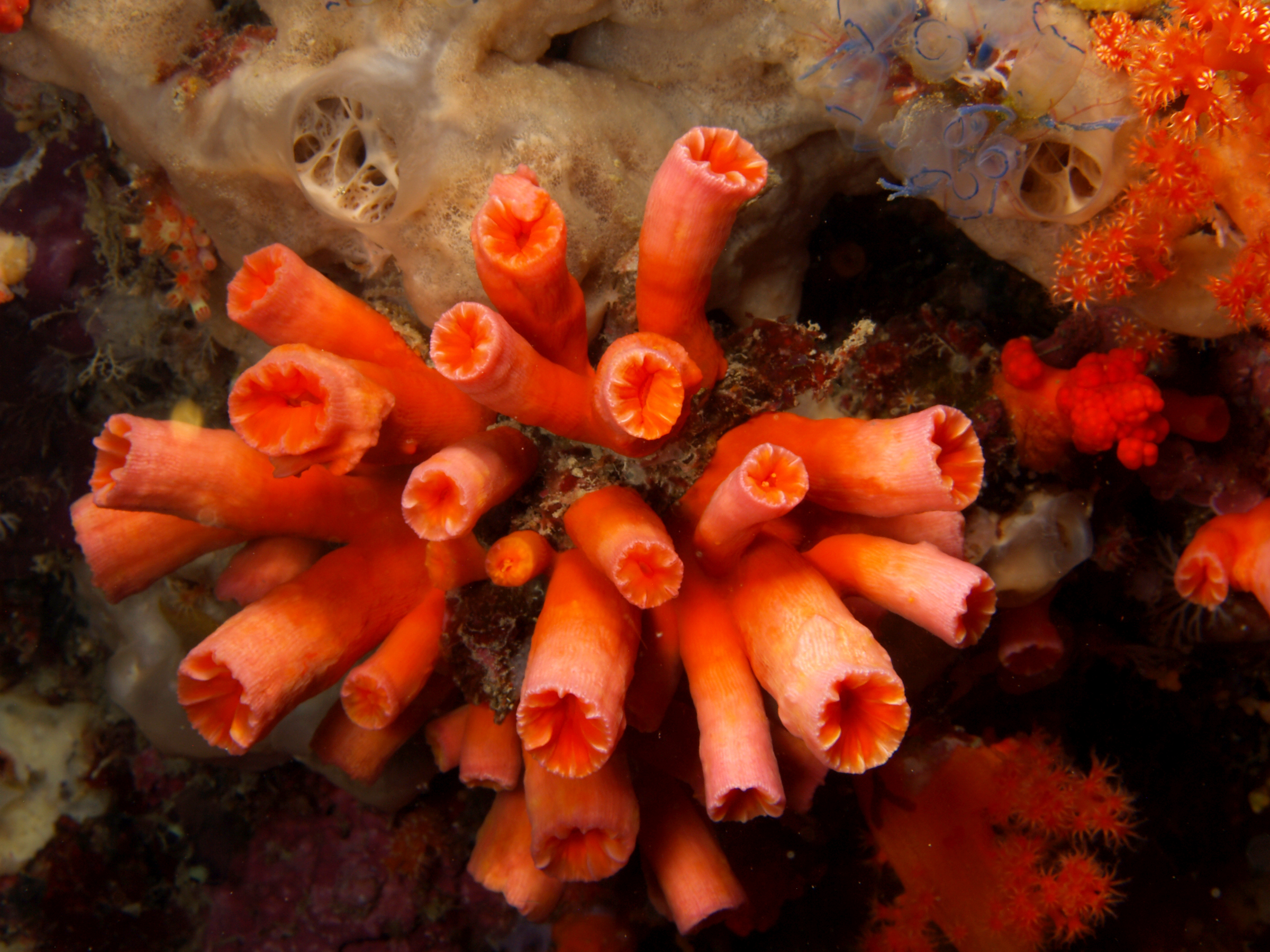
Polipy Tubastraea faulkneri

Ciało polipa ma kształt workowaty, natomiast meduzy dzwonkowaty o ścianach zbudowanych z dwóch warstw komórek – warstwy te odpowiadają ektodermie i entodermie gastruli. Wnętrze ciała stanowi jama gastro-waskularna (odpowiednik prajelita), która może tworzyć system kanałów. Do jamy gastralnej prowadzi otwór gębowy, który otoczony jest czułkami (u polipa), natomiast u meduz czułki znajdują się na brzegu dzwonu. Otwór gębowy pełni również funkcje otworu odbytowego.

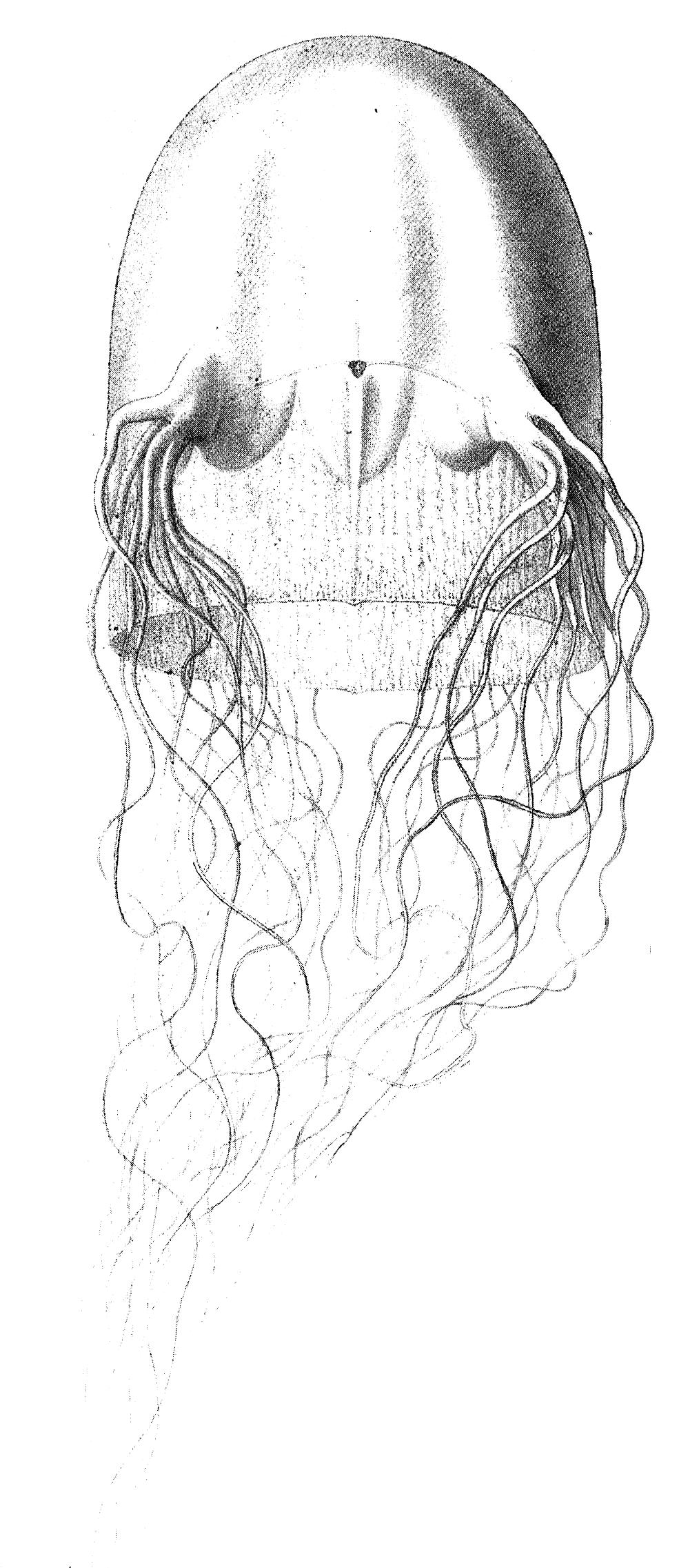
Chirodropus gorilla

Na brzegach dzwonu zlokalizowane są także ciałka brzeżne (ropalia), w których skład wchodzą proste narządy światłoczułe (oczka) oraz statocysta – prosty narząd równowagi. Statocysta składa się ze statolitu (grudki węglanu wapnia) oraz komórek czuciowych z wypustkami komórkowymi. Statolit uciska określone wypustki w zależności od położenia zwierzęcia względem źródła przyciągania ziemskiego, co pozwala meduzie orientować się w jakiej pozycji względem ziemi płynie i wyregulować swoją pozycję ruchami dzwonu.
Podstawowym typem komórek tworzących zarówno ekto-, jak i entodermę są komórki nabłonkowo-mięśniowe oraz komórki interstycjalne. W endodermie występują również komórki gruczołowe, które produkują enzymy trawienne. Natomiast w ektodermie znajdują się komórki parzydełkowe (zawierają w sobie parzydełka, czyli knidocysty), komórki zmysłowe (receptoryczne) oraz nerwowe.
Parzydełkowce nie mają układów: krążenia (oprócz układu wodnego u dużych meduz), oddechowego i wydalniczego, a wymiana gazowa i osmoregulacja następuje przez całą powierzchnię ciała. Nie mają mózgu ani ośrodkowego układu nerwowego. Występuje natomiast sieć wielobiegunowych komórek nerwowych z biegnącymi we wszystkich kierunkach wypustkami. Brak wykształconych mięśni, ale występują komórki nabłonkowo-mięśniowe.

## Odżywianie i trawienie
Parzydełkowce żywią się zawiesiną organiczną i planktonem, ale niektóre gatunki potrafią polować na większe zwierzęta. U tych gatunków występuje specyficzne zjawisko podwójnego trawienia. Pokarm wprowadzony jest do jamy gastralnej, gdzie rozpoczyna się pierwszy etap jego obróbki – trawienie zewnątrzkomórkowe za pomocą enzymów produkowanych przez komórki gruczołowe. Wstępnie nadtrawiony i rozdrobniony pokarm jest potem fagocytowany przez komórki gastrodermy i rozpoczyna się drugi etap – trawienie wewnątrzkomórkowe. Niestrawione resztki są usuwane na zewnątrz, z powrotem przez otwór gębowy.

## Rozmnażanie
Parzydełkowce rozmnażają się płciowo i bezpłciowo poprzez pączkowanie, podział (poprzeczny i podłużny) oraz strobilizację.
Bezpłciowo rozmnażają się zazwyczaj polipy (rzadko meduzy), a najczęstszym sposobem takiego rozrodu jest pączkowanie.
Nowy, początkujący polip może się oderwać od macierzystego, ale bywa też, że pozostaje z nim złączony i w ten sposób tworzy się kolonia osobników. Z polipów może także wypączkować meduza, która po oderwaniu się zaczyna prowadzić samodzielne życie w toni wodnej. Rzadziej u polipów dochodzi do podziału osobnika wzdłuż długiej osi ciała, a zupełnie wyjątkowo do podziału poprzecznego.
Specyficznym sposobem rozrodu bezpłciowego polipów jest strobilizacja. Polega ona na poprzecznym podziale dojrzałego polipa na swego rodzaju talerzyki, które u nasady są jeszcze słabo zaznaczone. Im wyżej, tym stają się wyraźniejsze, a szczytowe talerzyki odrywają się i przekształcają w młode meduzy zwane efyrami. Efyry po kilku tygodniach przekształcają się w dorosłe meduzy.
Rozmnażanie płciowe zachodzi zarówno u polipów, jak i u meduz. Gamety powstają z komórek interstycjalnych. Krążkopławy są rozdzielnopłciowe, a rozwój mają złożony. Występuje w nim dwubocznie symetryczna, orzęsiona larwa – planula. Niektóre gatunki, jak na przykład bałtycka chełbia modra wykazują regularną przemianę pokoleń związaną ze zmianą sposobu rozmnażania.

## Tryb życia
Polipy prowadzą osiadły tryb życia. Meduzy poruszają się ruchem odrzutowym, lecz zaliczane są do planktonu, gdyż nie są w stanie przeciwstawiać się prądowi wody.

## Klasyfikacja

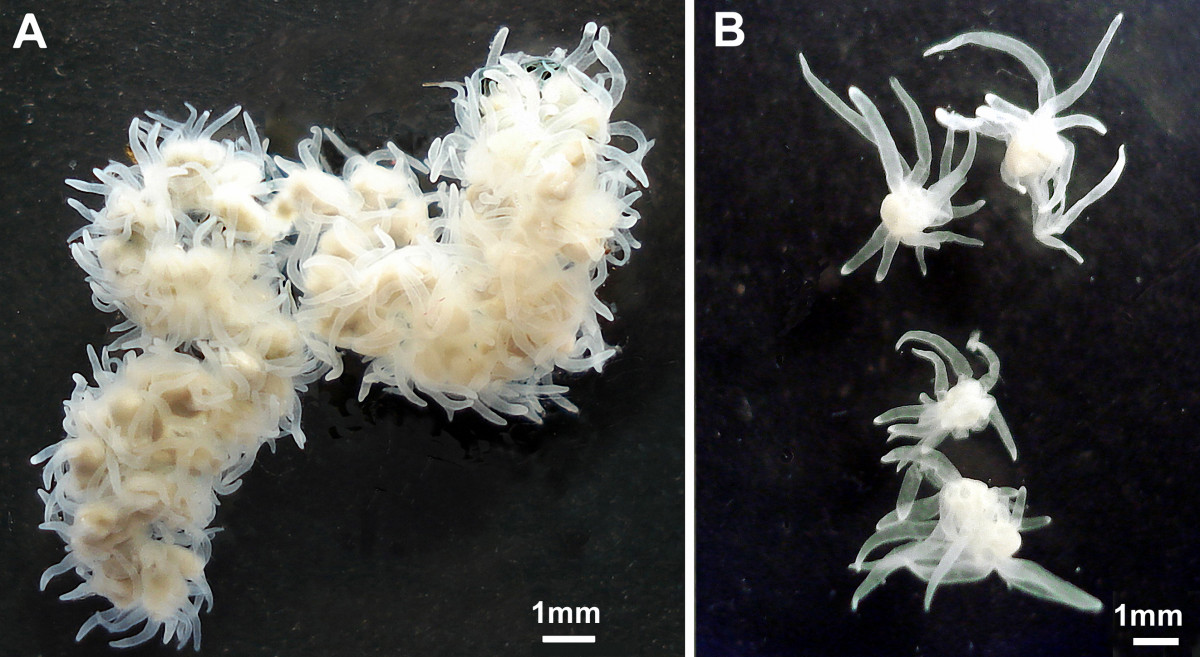
Pasożytniczy Polypodium hydriforme
A – stolon, B – osobniki swobodnie żyjące

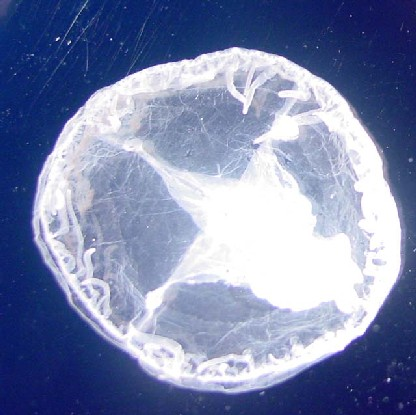
Słodkowodna meduza hederyka Rydera (Craspedacusta sowerbyi)

Wśród parzydełkowców wyłoniono dwa klady (Anthozoa i Medusozoa) obejmujące 4 tradycyjnie wyróżniane gromady oraz wyodrębnione z krążkopławów słupomeduzy (Staurozoa):
- Anthozoa – koralowce
- Medusozoa
  - Cubozoa – kostkowce
  - Hydrozoa – stułbiopławy
  - Scyphozoa – krążkopławy
  - Staurozoa – słupomeduzy

Jedna z wcześniejszych klasyfikacji biologicznych Cnidaria wyglądała następująco:
Podtyp: Medusozoa/Metagenetica
Gromada: Protomedusae
Gromada: Hydroconozoa/Dipleurozoa
Gromada: stułbiopławy (Hydroza)
Gromada: krążkopławy (Scyphoza)
Podgromada: Scyphomedusae/Acraspeda
Podgromada: Conulata
Gromada: kostkowce (Cubozoa)
Gromada: Archaeohydroidea
Gromada: Cyclozoa
Podtyp: koralowce (Anthozoa)
Gromada: (Zoantharia/Helianthoida)
Podgromada: † denkowce (Trichocorallia/Tabulata)
Podgromada: † koralowce czteropromienne (Tetracorallia/Pterocorallia/Rugosa)
Podgromada: koralowce sześciopromienne (Hexacorallia/Hexaradiata)
Gromada: koralowce ośmiopromienne (Octocorallia/Octoradiata/Alcyonaria)
Gromada: szorstkowce (Ceriantipatharia)
Podtyp: incertae sedis
Gromada: † Trilobozoa
Gromada: † Petalonamae

## Znaczenie
Parzydełkowce stanowią pożywienie niektórych zwierząt (żebropławy, mięczaki i szkarłupnie). U niektórych z tych bezkręgowców stwierdzono zjawisko nazywane kleptoknidozą – adaptowania parzydełek zjedzonych parzydełkowców.
Cnidaria są gospodarzami pasożytów, żyją też w komensalizmie i symbiozie z niektórymi glonami.